# Яршево
Яршево (пол. Jarszewo, нім. Jassow) — село в Польщі, у гміні Камень-Поморський Каменського повіту Західнопоморського воєводства.
Населення — 282 особи (2011).
У 1975-1998 роках село належало до Щецинського воєводства.

## Демографія
Демографічна структура станом на 31 березня 2011 року:
|          | Загалом | Допрацездатний вік | Працездатний вік | Постпрацездатний вік |
| -------- | ------- | ------------------ | ---------------- | -------------------- |
| Чоловіки | 137     | 28                 | 100              | 9                    |
| Жінки    | 145     | 31                 | 83               | 31                   |
| Разом    | 282     | 59                 | 183              | 40                   |